# Rafiq Subaie
Rafiq Subaie (árabe: رفيق السبيعي)(9 de fevereiro de 1930 - 5 de janeiro de 2017) foi um actor, roteirista, e director de cinema sírio.

## Biografia
Nasceu no distrito antigo da Al-Buzuriyah Souq, em Damasco e como actor contribuiu para a história dramática síria. Subaie também foi conhecido pelo nome de "Abu Sayyah".
Faleceu em seu lar, em Damasco, o 5 de janeiro de 2017, à idade de 86 anos, depois de uma longa carreira artística durante a qual foi um dos pilares do drama sírio em teatro, televisão, rádio e cinema. Foi sepultado no Cemitério de Bab al Saghir, após seu funeral numa cerimónia em massa. Subaie morreu de causas naturais na quinta-feira 5 de janeiro; tinha-se submetido a uma série de operações desde que fracturou o quadril numa queda em sua casa em 2016.

## Filmografia
- 1966 - "Processo da sexta hora"

- 1966 - "Sefer Berlak", Rahabneh e Sra. Fairuz.

- 1967 - "Gram em Estambul"

- 1967 – "Makalib Ghawar", actor, séries de comédia

- 1969 - "Antar invade o deserto"

- 1971 - "The Sentinel", com Al Rahabneh

- 1971 - "Ponte dos malvados"

- 1972 - "Safari"

- 1972 - "Os cinco quartos"

- 1972 - "A faca"

- 1978 - "Shaytan Al Jazzirah", actor

- 1982 - "Assassinado por serialização", dirigiu Muhammad Shahin

- 1984 - "Sonhos da cidade"

- 1985 - "Garota oriental"

- 1984 - "O sol num dia nublado"

- 1992 - "Night", dirigiu Mohamed Malas

- 2002 - "Fundo Al-Dunya"

- 2002 - "Sunduq al-dunyâ" Akbar

- 2009 - "Amantes"

- 2009 - "A Longa Noite", dirigiu Hatem Ali

- 2013 – "Amar o Sham", actor, drama sírio[8]

- 2016 - "Sírios ... A gente do sol", dirigiu Basil Khatib

## Honras

### Como membro
- 1 de março de 1968: Sindicato de Artistas Sírios.[9]

### Galardões
- honrado duas vezes pelo falecido presidente Hafiz al-Assad, quem outorgou-lhe o título de

Artista do Povo
- 2008: a presidência de Bashar al-Assad, quem outorgou-lhe a Ordem do Mérito de Excelente Grau de Síria.